# فولف فوستيل
كان فولف فوستيل (14 أكتوبر 1932- 3 أبريل 1998) رسامًا ونحاتًا ألمانيًا يعتبر من أوائل معتمدي فن الفيديو والفن التركيبي ومن رواد حركتي الحدث (الهابينينغ) والفلوكسس. يتسم أسلوبه بتقنيات مثل التغشية والديكولاج، بالإضافة إلى تضمين أغراض في الإسمنت واستخدام أجهزة التلفزيون. كان فولف فوستيل متزوجًا من الكاتبة الإسبانية ميرسيديس فوستيل ولهما ابنان هما ديفيد فوستيل ورافائيل فوستيل.

## سيرته
وُلد فولف فوستيل في ليفركوزن بألمانيا، وبدأ بتنفيذ أفكاره الفنية منذ عام 1950 فصاعدًا. في 1953، بدأ التدرب بصفة طباع على الحجر ودرس في أكاديمية الفنون التطبيقية بفوبرتال. أنشأ فوستيل أول ديكولاجاته في 1954. في عام 1955- 1956، درس في المدرسة الوطنية العليا للفنون الجميلة بباريس وفي 1957 ارتاد أكاديمية دوسلدورف للفنون. بُنيت فلسفة فوستيل على فكرة أن الدمار في كل مكان من حولنا وأنه يمتد على طول القرن العشرين كله. استخدم مصطلح ديكولاج (فيما يتعلق بحطام طائرة) في 1954 ليشير إلى عملية تمزيق الملصقات، واستخدام بقايا متحركة من الواقع. مفهوم عمل فوستيل في الديكولاج بمثابة قوة بصرية تكسر القيم البالية وتستبدلها بالتفكير باعتباره وظيفة بعيدة عن الإعلام.
أُقيم أول عرض هابينينغ أجراه، باسم المسرح في الشارع، في باريس عام 1958، وضم قطع غيار سيارات وتلفازًا. كان معجبًا بأعمال كارلهاينز شتوكهاوزن، الذي قابله في الأستوديوهات الإلكترونية لإذاعة غرب ألمانيا عام 1959 وأنشأ ديكولاجه الإلكتروني تي في. ميّز ذلك بداية انهماكه في حركة فلوكسس، التي شارك في تأسيسها عام 1962. كان فوستيل مسؤولًا عن العديد من عروض الهابينينغ في نيويورك وبرلين وكولونيا وفوبرتال وأولم وغيرها. في 1962، شارك في مهرجان فلوكسوس الدولي للموسيقى المعاصرة بفيسبادن رفقة نام جون بايك وجورج ماسيوناس وفنانين غيرهما. في 1963، صار فولف فوستيل من رواد فن الفيديو والفن التركيبي بعمله 6 تي في ديكولاج الذي عُرض في معرض سمولين بنيويورك، ويوجد الآن في مجموعة متحف الملكة صوفيا المركزي الوطني للفنون. رعى معرض سمولين حدثين إبداعيين لفولف فوستيل على شاشة التلفاز، الأول اسمه فولف فوستيل وديكولاج التلفاز، والذي أظهر زوارًا قدموا إلى المعرض وشُجعوا على إنشاء ملصقات فنية على الجدران. في 1967، تناول الهابينينغ الخاص به ميس فيتنام موضوع حرب فيتنام. في 1968، أسس ليبور إي. في.، وهي مجموعة كان الهدف منها التحقيق في الأحداث الصوتية والمرئية، جنبًا إلى جنب مع ماوريسيو كاغيل وآخرين. في 1978، التقى سلفادور دالي، الذي أنشأ معه مشروعًا مشتركًا في وقت لاحق وضع كل منهما بموجبه منحوتة للآخر في متحفه.
كان فوستيل أول فنان يدخل جهاز تلفاز إلى عمل فني. أُنشئ هذا التركيب في 1958 تحت عنوان الغرفة السوداء، وهو الآن جزء من مجموعة متحف معرض برلينشه الفني في برلين. الأعمال المبكرة التي تضم أجهزة تلفاز هي ترانسميغراسيون I-III في عام 1958 وإليكترونيشه ديكولاج هابينينغ راوم (ديكولاج إلكتروني في غرفة الهابينينغ) وهو تركيب من 1968. في 1974، أُقيم أول معرض استعادي كبير له في أيه آر سي 2 بمتحف الفن الحديث بمدينة باريس، وهو نسخة موسعة مما عُرض في المتحف الوطني الجديد عام 1974.
توجد منحوتات فوستيل المصنوعة من الإسمنت والسيارات في رويندر فيركر (حركة المرور الثابتة) بكولونيا في 1969، وحركة السير الإسمنتية في 1970 بشيكاغو، وفي أو أيه إي إكس (رحلة إسمنتية عبر ألتا إكستريمادورا) في 1976 في متحف فوستيل مالبارتيدا بمالبارتيدا دي قصرش في إسبانيا، وسيارتي كاديلاك بهيئة ماها عارية في 1987 ببرلين.
حاز فوستيل على اعتراف بلوحاته وأغراضه، مثل صور قاذفات القنابل الأمريكية بي 52، التي نُشرت تحت العنوان المميز «الواقعية الرأسمالية» ونتيجة لتضمينه أجهزة التلفاز في لوحاته. كان نام جون بايك وفوستيل مشاركين في حركة فلوكسس وتضمن عمل الفنانين نقدًا لعبودية التلفاز وثقافة الاستهلاك. نُشرت الببلوغرافيا النقدية لطبعات الشاشة والملصقات الخاصة به في جريدة نوفيل دو ليستومب على يد فرانسوا وامان وآن موغلان ديلكروا في 1982.
في 1992، كرمت بلدة كولونيا فوستيل بمعرض استعادي كبير. وُزعت أعماله على ستة أماكن عرض: شتادموزيوم كولن، وكونستاله كولن، وراينيشيس لانديسموزيوم بون، وكونستاله مانهايم، وشلوس مورسبرويش ليفركوزن، وشتيديسيس موزيوم مولهايم/ رور. تحت الإدارة الفنية لديفيد فوستيل، أُنشئ الوثائقي فوستيل 60- روكبليك 92 (فوستيل 60- ريفيو 92).
قبر فوستيل موجود في مقبرة دي لا ألمودينا المدنية بمدريد.

## أعماله الفنية
منذ 1950 فصاعدًا، طبق فوستيل أوَل أفكاره الفنية، في 1953 بدأ التدرب بصفة طباع على الحجر وارتاد جامعة برلين للفنون رفقة إرنست أبيروف في فوبرتال. في 6 سبتمبر 1954 بباريس، عثر على كلمة ديكولاج (والتي تعني الانطلاق، والإرخاء، وفك شيء ملصق، والفصل) على الصفحة الأولى لصحيفة لو فيغارو، والتي استخدمها في الحديث عن اصطدام طائرة لوكهيد سوبر كونستليشن بطائرة شانون. غير فوستيل تهجئة الكلمة وطبق المصطلح على أعمال الملصقات التي مزقها والهابينينغ. في رأي فولف فوستيل، صار الديكولاج مبدأ تصميم ومفهومًا شاملًا للفن.
في 1955/ 1956 ارتاد المدرسة الوطنية العليا للفنون الجميلة بباريس، وفي 1957 أكاديمية الفنون بدوسلدورف. كان هابينينغ فوستيل باسم داس تياتر إست أوف دير شتراسه من عام 1958 بباريس أول هابينينغ في أوروبا. وهابينينغ سيتيمارا بعام 1961 في كولونيا كان أولها بألمانيا. أنتج فوستيل أغراضًا فيها أجهزة تلفاز وقطع سيارات. بإلهام من أعمال كارلهاينز شتوكهاوزن في الاستوديو الإلكتروني لإذاعة غرب ألمانيا، أُنتجت ديكولاجات تي في عام 1959. ميّز ذلك بداية انهماكه في حركة فلوكسس، التي شارك في تأسيسها عام 1962.